# Дарвиновская лисица
Дарвиновская лисица (лат. Pseudalopex fulvipes) — находящийся под угрозой исчезновения вид семейства псовых. Он был открыт в 1831 году знаменитым натуралистом Чарльзом Дарвином на острове Чилоэ, расположенном недалеко от побережья Чили. Долгое время он рассматривался в качестве островной формы южноамериканской лисицы (Pseudalopex griseus), но открытие маленькой популяции на южноамериканском континенте в национальном парке Науэльбута в 1990 году и последовавший за этим генетический анализ подтвердили видовой статус животного.

## Открытие
В 1831 году Чарльз Дарвин во время экспедиции на «Бигле» при помощи своего геологического молотка убил лисицу на острове Чилоэ. Он описал её как редкий, типичный для этого острова и ещё не описанный вид. Сначала животное описали как Dusicyon fulvipes, однако позже его причислили к южноамериканской лисице, так как отсутствовали основные морфологические признаки, которые бы отчётливо отличали его от последней. Распространение на острове подтверждало предположение, что речь идёт лишь об островном варианте южноамериканской лисицы. Когда лисицу обнаружили на континенте в национальном парке Науэльбута, расположенном в 600-х км от острова, статус подвида снова был поставлен под сомнение. Генетические анализы митохондриальной ДНК точно показали, что речь идёт о самостоятельном виде и что Дарвин был прав.

## Описание
У дарвиновской лисицы мех тёмно-серого цвета с красноватыми участками на голове и морде. Животное не спаривается с другими представителями рода Pseudalopex. Оно меньше по размеру и окрашено темнее. Его ноги короче, чем ноги континентальных видов. Вес лисицы 2-4 кг, что существенно меньше, чем вес южноамериканской лисицы, которая весит от 5 до 10 кг.

## Распространение
В позднем плейстоцене остров Чилоэ был связан сухопутным мостом с южноамериканским континентом. Густые леса покрывали остров и приграничные районы юга Южной Америки. Здесь обитала дарвиновская лисица, рано отделившаяся от общего с южноамериканской и андской лисицами предка. Примерно 15 000 лет назад этот перешеек затонул в море, так как уровень моря поднялся из-за таяния ледниковых масс. Вследствие этого возникли две разделённые популяции дарвиновской лисицы, одна на острове, другая на суше. Ареал на суше из-за климатических условий и человеческой деятельности сильно сократился и ограничен сегодня маленькой областью вокруг национального парка Науэльбута.

## Образ жизни
Дарвиновская лисица — это типично лесное животное, обитающее в южных, умеренных влажных джунглях. Ведёт одиночный образ жизни. Активна, прежде всего, в сумерки и предрассветные часы. Питается насекомыми, мелкими млекопитающими, птицами, амфибиями, ягодами и падалью.

## Природоохранный статус
На острове Чилоэ обитает 200, а на континенте менее 50 животных. Вид классифицируется МСОП как вымирающий. Разрушение лесов вокруг национального парка и собаки, которые переносят инфекции и нападают на лисиц — это главные причины низкой численности популяции.